# セルジオ・ソリーマ
セルジオ・ソリーマ（Sergio Sollima, 1921年4月17日 - 2015年7月1日）は、イタリアの映画監督、脚本家。
ローマ生まれ。1962年に監督デビュー。マカロニ・ウェスタンやアクション映画を多く撮った。
特にマカロニ・ウェスタンではセルジオ・レオーネ、セルジオ・コルブッチと共に代表的な監督と称され、メキシコ革命を背景にした社会派の色合いが強い作品を撮っている。

## 主な作品
- 地獄のパスポート Agente 3S3: Passaporto per l'inferno (1965) ※サイモン・スターリング（Simon Sterling）名義
- 見知らぬ追跡者 Agente 3S3, massacro al sole (1966) ※サイモン・スターリング名義
- 必殺の歓び Requiem per un agente segreto (1966)
- 復讐のガンマン La resa dei conti (1966)
- 血斗のジャンゴ Faccia a faccia (1967)
- 続・復讐のガンマン 〜走れ、男、走れ〜 Corri uomo corri (1968)
- 狼の挽歌 Città violenta (1970)
- 非情の標的 La Poursuite implacable (1973)

※すべて脚本も担当。